# Puntius waageni
Puntius waageni är en fiskart som först beskrevs av Francis Day 1872.  Puntius waageni ingår i släktet Puntius och familjen karpfiskar. Inga underarter finns listade i Catalogue of Life.